# Saison 12 de Naruto Shippuden
Pour un article plus général, voir Liste des épisodes de Naruto Shippuden.
Chronologie
Saison 11 de Naruto Shippuden Saison 13 de Naruto Shippuden

## Légende des tableaux
|  | Épisodes adaptés (sans couleur d'arrière plan) |

|  | Épisodes filler (hors manga) |

Légende : Les épisodes fillers (épisodes hors série exclusifs à l'animé qui ne sont pas dans les mangas) sont surlignés en couleur.

## Saison 12
Diffusée sur TV Tokyo entre le 4 octobre 2012 et le 28 mars 2013, elle contient 25 épisodes.
| No | Titre français                                                  | Titre japonais                             | Titre japonais                                                                            | Date de 1re diffusion |
| No | Titre français                                                  | Kanji                                      | Rōmaji                                                                                    | Date de 1re diffusion |
| --- | --------------------------------------------------------------- | ------------------------------------------ | ----------------------------------------------------------------------------------------- | --------------------- |
| 282 | Combler le vide                                                 | 秘話・最強タッグ！！                       | Hiwa Saikyō Taggu!! (Histoire secrète : La plus puissante Tag team !)                     | 4 octobre 2012        |
| [Chapitres 540 à 543] — Alors qu’il se dirige avec Bee vers le champ de bataille, Naruto ressent le doute qui s’instille au sein des troupes de l’Alliance Ninja. Soudain, A et Tsunade surgissent devant eux. Voyant qu’il ne peut convaincre le Raikage de le laisser passer, Naruto décide de passer en force, mais A le devance et l’envoie à terre. Naruto essaie alors de convaincre Tsunade, mais cette dernière lui dit qu’elle ne peut prendre de décisions individuellement au sein de l’Alliance. Naruto réessaie de s’enfuir, mais est sans cesse devancé par le Raikage, bien que sa vitesse impressionne Tsunade ; A lui annonce qu’il est le ninja le plus rapide depuis la mort du 4e Hokage. Alors que Naruto l’interroge sur son père, il déclare l’avoir affronté en de maintes occasions, et pensé que personne ne pourrait jamais le vaincre ; mais bien qu’il eût été considéré comme l’« enfant de la prophétie », il a selon lui échoué face à Kyûbi, et Naruto, son fils, devrait en prendre de la graine. Se souvenant de sa conversation avec sa mère, Naruto décrète que son père n’a pas échoué, lui ayant transmis son héritage. Devant l’entêtement de Naruto, le Raikage décide de le tuer pour retarder la renaissance de Kyûbi et le plan de l’ennemi, mais Bee s’interpose, bloquant le bras de son frère avec le sien. Bee dit à son frère qu’il fait confiance à Naruto, et que si quelqu’un doit mourir, il préfère que ce soit lui. Alors que A lui dit que les jinchūriki ne sont que des outils pour leur village, Bee lui répond qu’ils ont également des sentiments, et qu’avec leurs poings en contact, il devrait être capable de lire dans son cœur. A se souvient alors de la manière dont il a rencontré Bee, seul enfant du village à pouvoir rivaliser avec sa force pour exécuter un double-lariat équilibré ; depuis ce jour, Bee est devenu son frère adoptif et coéquipier, pour former la plus puissante équipe de Kumo. En travaillant avec A et en grandissant, Bee a développé ses talents de ninja, en même temps que sa force physique, et leur réputation est allée grandissante ; Bee espérait rattraper son frère pour exécuter un double-lariat sans que A restreigne sa force, et pouvoir le regarder de haut à son tour. A se souvient ensuite de sa conversation avec le précédent jinchūriki de Hachibi, cousin de Bee, avant qu’il ne se fasse submerger par le démon : ce dernier lui avait dit que Bee deviendrait sans doute le prochain, et qu’il faudrait alors lui « remplir le cœur » pour l’empêcher de sombrer. Avant qu’il ne soit fait jinchūriki, A parle à Bee, en lui disant de lui dire tout ce qu’il a sur le cœur et qu’il compte beaucoup pour lui en tant que frère et équipier ; Bee lui avait alors dit de ne pas s’inquiéter. A se rappelle ensuite leur première rencontre avec le 4e Hokage ; utilisant un tentacule, Bee avait permis à A d’éviter de se faire poignarder lorsque Minato est apparu dans son dos. A avait ensuite tenté de prendre Minato de vitesse, mais ce dernier est apparu derrière Bee, sur qui il avait apposé son sceau de téléportation. Menacé également par un des sabres de Bee, Minato les avait félicités pour leur travail d’équipe, et avait conseillé à A de trouver ce qui était vraiment important pour Bee afin que celui-ci ne sombre pas dans la folie. |                                                                 |                                            |                                                                                           |                       |
| 283 | Les deux soleils                                                | 二つの太陽！！                             | Futatsu no Taiyō!! (Les deux soleils !)                                                   | 11 octobre 2012       |
| [Chapitres 543-544] — Bee s’oppose à son frère et tente de créer une ouverture pour que Naruto puisse s’enfuir, mais ils sont tous deux envoyés à terre par A. Ce dernier demande l’aide de Tsunade, mais elle décide de s’interposer, considérant que jamais un jinchūriki ne pourra contrôler Kyûbi aussi bien que Naruto ; misant sur lui pour l’issue de la guerre, elle souhaite le laisser passer. Le Raikage est furieux, mais Bee l’attaque avec un Lariat ; selon lui, depuis la mort de son père et qu’il est Raikage, A le sous-estime ; ce dernier lui propose alors de voir qui a le lariat le plus puissant, et se fait mettre à terre. Bee lui explique alors que c’est parce qu’il comptait tellement pour son frère adoptif que son cœur brille comme un soleil et qu’il est devenu si puissant et a pu ne pas sombrer dans la folie en devenant l’hôte de Hachibi qu’il a ainsi pu maîtriser ; selon lui, Naruto a également deux soleils qui brillent dans son cœur : ses parents. Afin de tester Naruto, A l’attaque à pleine puissance mais, Naruto esquive ; le Raikage comprend alors que le jeune ninja a bien reçu l’héritage de son père et que son destin est de sauver le monde ninja ; il le laisse partir. Au quartier général, Shikaku arrive à la conclusion, après avoir étudié toutes les données, qu’envoyer des clones de Naruto partout sur les champs de bataille est le seul moyen de parvenir à déjouer les clones parfaits de Zetsu, Naruto sous l’influence du chakra de Kyûbi, étant capable de ressentir les mauvaises intentions. De son côté, Madara a créé un nouveau Pain avec six anciens jinchūriki ; chacun possède un Rinnegan et un Sharingan. |                                                                 |                                            |                                                                                           |                       |
| 284 | Le Fendeur de casques ! Akebino Jinin                           | 兜割！通草野餌人                           | Kabutowari! Akebino Jinin (Le fendeur de heaumes ! Jinin Akebino)                         | 18 octobre 2012       |
| Kakashi reçoit du quartier général le parchemin et le pinceau géants, pour exécuter le sceau de l’ANBU Racine. Il les apporte à Saï, et confie à Rock Lee la tâche de le protéger pendant qu’il s’en servira. Kakashi explique à Lee qu'après l’attaque d’Orochimaru sur Konoha, Danzô avait demandé à Saï d’apprendre à contrôler un sceau capable d’emprisonner les invocations de la « Réincarnation des âmes ». Repensant aux paroles de Danzô et à la dangerosité du sceau, basé sur la puissance des émotions refoulées, et rendant vulnérable aux pensées négatives, Saï ne parvient pas à dormir. Au matin, les épéistes légendaires de Kiri, Pakura et Gari attaquent. Alors que Jinin Akebino attaque un groupe de ninjas avec son épée légendaire Kabutowari, Kakashi, Saï et Lee arrivent. Saï se prépare à utiliser son sceau, se demandant s’il va parvenir à le maîtriser sans se laisser entraîner par la peur qu’il éprouve en libérant ses émotions et se souvient de son entraînement avec Danzô durant lequel il avait échoué. De son côté, Kakashi combat Jinin Akebino et parvient à le couper en deux ; il demande à Ensui Nara de l’immobiliser le temps que le sceau ne soit prêt et s’en va avec le reste du groupe. Saï repense à Shin, utilisé par Akatsuki, et se laisse envahir par ses émotions négatives. Alors que Gari attaque Ensui, Lee doit intervenir pour le protéger et engage un combat de taijutsu avec Gari. En voyant qu’il n’y a pas de sentiments négatifs dans la colère de Lee, Saï commence à comprendre comment maîtriser son sceau, mais une explosion de Gari étourdit Ensui, et Jinin Akebino est libéré. En voyant Lee combattre, Saï comprend que la source de sa colère vient de ses sentiments pour ses amis. Se souvenant qu’il a également des amis maintenant, il commence à dessiner, exécute son sceau de l’« Œil tapi du tigre » au moment où Akebino Jinin finit de se reconstituer, et le scelle. Voyant qu’il est seul contre trois, Gari s’enfuit. Note : Cet Épisode marque le début des épisodes fillers |                                                                 |                                            |                                                                                           |                       |
| 285 | Celle qui manie le Shakuton ! Pakura, du village caché de Suna! | 灼遁使い！砂隠れのパクラ                   | Shakuton Tsukai! Sunagakure no Pakura (L'utilisateur du Shakuton ! Pakura de Suna)        | 25 octobre 2012       |
| Maki se souvient de sa jeunesse, lorsqu’elle était apprentie de l’héroïne du village de Suna, Pakura, s’entraînant pour venger la mort de son père, de la main d’un ninja du village de Kiri. Elle se rappelle ensuite la mort de Pakura, soi disant lors d’une mission contre le village d’Iwa. Sur le champ de bataille, Maki travaille avec des ninjas d’Iwa pour combattre Gari qu’ils parviennent à mettre hors d’état. Au moment où Maki s’apprête à le sceller, Pakura apparaît ; alors que Maki lui demande pourquoi elle combat, Pakura lui explique qu’elle veut évacuer sa frustration d’avoir été utilisée comme un pion par Suna, et se venger de Kiri où elle avait été envoyée pour y être tuée comme monnaie d’échange pour la paix entre les deux villages, pensant n’être qu’une émissaire. Sous le choc de cette révélation, Maki tente de défendre Ruka, une jeune coéquipière de Kiri, en demandant à Pakura d’oublier le passé et de ne pas impliquer la jeune génération dans sa vengeance. Prétendant qu’elle veut tout de même épancher sa haine et sa douleur et ne peut désobéir aux ordres de son invocateur, Pakura les attaque, forçant Maki à utiliser une technique de dissimulation pour se cacher avec ses compagnons. Pakura les met à découvert en brûlant une large zone de forêt ; Maki tente encore de la convaincre d’oublier le passé, et protéger l’avenir en restant un héros de Suna, sans résultat. Omoï et Saji surviennent et engagent le combat contre Pakura, couverts par Maki et Ruka ; au moment où ils parviennent à piéger Pakura, Gari qui a été régénéré rejoint le combat. Reprenant ses esprits, Pakura reconnaît comme son ancienne élève est devenue forte, et décide de la protéger en bloquant Gari qui voulait s’en prendre à elle ; elle dit à ce dernier qu’elle veut donner une chance à la nouvelle génération, et laisse les quatre ninjas de l’Alliance s’enfuir, avant que sa conscience ne soit submergée par Kabuto. |                                                                 |                                            |                                                                                           |                       |
| 286 | Les choses perdues à jamais                                     | 取り戻せないもの                           | Torimodosenai mono (Ce qui est perdu à jamais)                                            | 1er novembre 2012     |
| Face aux questions de A, qui souhaite savoir quand Tsunade a accordé sa confiance à Naruto, cette dernière se remémore sa première rencontre avec le jeune ninja et le pari qu’elle avait fait avec lui. Le Raikage lui rappelle alors la première fois qu’ils se sont rencontrés, avant qu’elle ne devienne Hokage : en mission pour récupérer la technique secrète du Village du Cèdre et ayant été attaqués par des mercenaires du clan Norizaru, A et ses hommes s’étaient retrouvés dans le village ou Tsunade, accompagnée de Shizune, s’était arrêtée. Toujours tourmentée par les morts de Nawaki et Dan, la jeune femme s’endettait et dépensait tout en paris et saké, trompant les collecteurs de dettes pour pouvoir emprunter encore plus. Ayant perdu un de ses hommes, et un autre étant infecté par la technique du clan Norizaru, des insectes explosifs se nourrissant de chakra, le Raikage avait décidé de demander à Tsunade de le soigner. Cette dernière, ne souhaitant pas aider Kumo qui avait voulu voler le Byakugan de Konoha, l’avait défié au bras de fer, et alors qu’elle gagnait en force brute, A avait retournée la situation en reculant son bras et en utilisant sa vitesse pour la repousser. |                                                                 |                                            |                                                                                           |                       |
| 287 | Celui sur qui il faut parier                                    | 賭けるに値する者                           | Kakeru ni ataisuru mono (Celui sur qui il faut parier)                                    | 1er novembre 2012     |
| Suite des souvenirs de la première rencontre de Tsunade et de A. Devant soigner l’homme du Raikage, Tsunade s’était fait raconter la manière dont ils avaient été attaqués par les mercenaires du clan Norizaru, et en avait conclu que A était infecté également par une larve d’insecte explosif, mais qu’il n’était pas encore blessé, ayant consommé son chakra trop rapidement, du fait de sa vitesse. Se sachant vulnérable au sang, Tsunade avait demandé à Shizune d'opérer à sa place, aidée par le ninja médical de l’équipe de Kumo. Durant l’opération un peu de sang avait giclé sur Tsunade qui était restée tétanisée et avait dû quitter la pièce ; A avait alors compris alors qu’elle était devenue hématophobe, et Shizune lui avait expliqué que les morts de Nawaki et Dan étaient responsable de son état, tout en terminant l’opération d’extraction de l’insecte. Alors qu’ils poursuivent leur route vers le quartier général de l’Alliance ninja, Tsunade explique à A que la volonté inflexible de Naruto lui a permis de surpasser son hématophobie, et qu’elle a alors senti qu’il méritait qu’elle mise une dernière fois sur quelqu’un rêvant de devenir Hokage. De son côté, Naruto explique à Bee qu’il ne peut lui montrer le collier qu’il a gagné lors de son pari contre Tsunade, Kyûbi l’ayant détruit, mais que la promesse qu’il a fait à Tsunade de ne pas mourir avant de devenir Hokage reste vivante au fond de leurs cœurs. |                                                                 |                                            |                                                                                           |                       |
| 288 | Menace : Jinpachi et Kushimaru!                                 | 脅威、甚八・串丸コンビ！！                 | Kyōi, Jinpachi・Kushimaru konbi (Danger, la paire Jinpachi-Kushimaru !)                   | 8 novembre 2012       |
| Kakashi annonce sur le champ de bataille la victoire de Saï sur un des ninjas épéistes pour remonter le moral des troupes. Entendant un appel à l’aide, il se précipite et trouve Kushimaru Kuriarare et Jinpachi Munashi en train de s’amuser à massacrer des ninjas de l’Alliance. Voyant une jeune ninja de Kumo inconsciente, Ran, il engage le combat contre eux et est mis en difficulté car ils attaquent chacun sans se préoccuper de blesser l’autre, entrant en compétition pour être celui qui récupèrera le « Hachoir de Kiri » des mains de Kakashi. Gaï Maito arrive en soutien, et gourmande Kakashi pour avoir été combattre seul deux ninjas épéistes ; ils font reprendre conscience à Ran et l’envoient hors du champ de bataille, avant de reprendre le combat avec Kushimaru et Jinpachi. Surpris par une attaque, Gaï est piégé par les deux épéistes, et sauvé par Kakashi, mais ce dernier perd momentanément la vision. Face à la situation, ils se souvient d’une mission ensemble avec Lin, lorsqu’ils étaient jeunes, et durant laquelle ils s’étaient retrouvés dans une situation désespérée face à des ninjas d’Iwa et s’étaient mutuellement sauvés, prenant leur force dans la volonté de sauver leurs amis. Ils retournent à l’attaque, Kakashi utilisant sa connaissance de Gaï à travers leurs défis pour connaître sa position et celle de leurs adversaires, tandis que les deux épéistes se gênent mutuellement. Au moment où Jinpachi s’apprête à faire exploser toute la zone avec son épée, les renforts arrivent amenés par Ran avec l’unité de confinement, et les deux épéistes sont immobilisés par un membre du Clan Nara et scellés, tandis que Kakashi retrouve la vision. |                                                                 |                                            |                                                                                           |                       |
| 289 | Les lames-éclair !! Ameyuri Ringo                               | 雷刀！！林檎雨由利                         | Raitō!! Ringo Ameyuri (L’épée de foudre ! Ameyuri Ringo)                                  | 15 novembre 2012      |
| L’escouade d’Omoï est attaquée par l’épéiste Ameyuri Ringo, utilisant les « Crocs de la Foudre » et a besoin de renfort. Les quelques survivants se rassemblent tandis que Kakashi, Gaï, Saï et quelques autres se dirigent vers les lieux. Celui qui prend le commandement, Nurui, décide de battre en retraite, mais Omoï pense à venger ses compagnons morts au combat. Alors qu’ils s’enfuient, poursuivis par Ameyuri, réputée pour n’avoir jamais laissé sa proie s’enfuir, Omoï décide d’engager le combat. Pendant que Gaï, Kakashi et leurs compagnons se hâtent sur les traces d’Ameyuri, Omoï engage un combat de sabre contre elle ; dominé, il décide d’utiliser une technique d’épéiste que Killer Bee lui a apprise, mais il est finalement mis à terre par son adversaire, qui le félicite pour sa pugnacité. Ameyuri le laisse en vie le temps de se débarrasser de ses deux compagnons, puis le prend à nouveau en chasse ; suivant le plan que Nurui lui a révélé, Omoï fait faisant semblant de fuir, et attire l’épéiste sur un terrain de sables mouvants recouvert d’une couche de terre ; lorsqu’elle utilise sa technique « Thunder Gate », la terre cède et elle est prise au piège. Kakashi, Gaï, et Saï arrivent à temps pour sortir Omoï des sables mouvants ; avant de disparaître, Ameyuri lui offre ses sabres pour le remercier du combat. Inoichi annonce à Kakashi et Gaï que Naruto et Killer Bee se dirigent vers le front et que le cours de la guerre va changer. Note : Cet épisode clôt l’arc des premiers combats de la 4e grande guerre ninja (1re partie). |                                                                 |                                            |                                                                                           |                       |
| 290 | Puissance - Première partie                                     | NARUTO疾風伝『力－Chikara－』episode 1     | Naruto Shippūden "Chikara" episode 1 (Naruto Shippuden « Puissance » - épisode 1)         | 22 novembre 2012      |
| L’action se passe entre l’attaque de Pain et le contrôle de Kyûbi par Naruto. Alors que le cimetière de Konoha a été profané, et la faux de Hidan volée dans la forêt des Nara, Tsunade envoie Yamato, Saï, Naruto et Sakura au village de Tonika placé au centre d’un lieu sacré appelé « The Hole », et dont tous les habitants ont été massacrés. Quand ils arrivent sur place, le groupe rencontre la milice d'un village allié voisin, Hachô, qui mène l'enquête sur le drame. Peu après, ils rencontrent Kabuto en train de faire des expériences ; utilisant l’eau autour du village comme catalyseur, il développe des serpents conçus avec les cellules d’Orochimaru pour créer des formes de vie ; il est ainsi parvenu à recréer Hidan qui attaque Yamato. Kabuto invoque avec la « Réincarnation des âmes » Deidara, Hayate et quelques autres ninjas qui engagent le combat avec respectivement Saï, Sakura et la milice de Hachô, tandis que Naruto est entraîné au fond de l’eau par les serpents de Kabuto. Flashback d’avant la destruction du village ; deux enfants, Mina et Leo parlent de leur sensei Dokku avant d’aller dormir. Au cours de la nuit, ils sont réveillés par des explosions : Deidara et les autres invocations de Kabuto attaquent le village, tuant les habitants et mettant le feu aux maisons. Coincés dans leur maison par un incendie, ils sont sauvés par Dokku qui les entraine loin du village ; avant de repartir sauver d’autres enfants, Dokku laisse sa veste à Mina transie, et leur dit de rejoindre le village de Hachô ; dans la veste, ils trouvent deux étranges barres de métal. Au matin, les enfants parcourent le village carbonisé, sans trouver Dokku ; ils se mettent en route vers Hachô, traversant une étendue aride en suivant un pipeline. Vers la fin de la journée, Mina n’en peut plus et s’effondre. Alors que le soleil se couche, ils voient arriver derrière eux Dokku s’appuyant sur une béquille, avec trois autres enfants. Note : Cet Épisode débute l'arc mineur filler « Chikara » |                                                                 |                                            |                                                                                           |                       |
| 291 | Puissance - Deuxième partie                                     | NARUTO疾風伝『力－Chikara－』episode 2     | Naruto Shippūden "Chikara" episode 2 (Naruto Shippuden « Puissance » - épisode 2)         | 29 novembre 2012      |
| Naruto parvient à se libérer de l’étreinte des serpents de Kabuto. Ce dernier se retire du combat, emportant un garde de Tonika. Naruto et Sakura se rendent au village de Hachô, accompagnés par Shiseru, une des gardes de la milice du village ; arrivés, ils rencontrent Dokku et ses protégés, mais reconnaissant le bandeau frontal de Konoha qu’il a vu sur les attaquants de son village, ces derniers fuient. Naruto sauve Dokku et Mina proches de chuter dans un ravin après avoir traversé un pont branlant. Durant les salutations, Mina est effrayée par Naruto en qui elle ressent une aura néfaste ; ce dernier se sent de plus en plus ballonné. Restés à Tonika, Yamato et Saï continuent d’enquêter sur le trésor mystérieux qui aurait été volé par Kabuto. À Hachô, après le repas, les hommes et les femmes vont aux bains chauds chacun de leur côté ; Dokku et Shiseru racontent à Naruto et Sakura leur enfance ; Dokku avait tenté de sauver Shiseru, qui avait glissé au bord d’une falaise, mais après l’avoir tenue pendant une heure, il n’avait pas réussi à la remonter et elle avait chuté, devenant stérile et gardant de grandes cicatrices ; se sentant coupable, Dokku s’était éloigné. Yamato et Saï rejoignent les autres à Hachô, et ils discutent du massacre qui a eu lieu ; Dokku se souvient des barres métalliques que le chef du village lui a confiées en lui disant de n’en parler à personne, et garde l’information secrète. En regardant dormir les enfants sauvés, Dokku et Shiseru se prennent la main. Kabuto discute avec un parchemin sur lequel des écrits apparaissent, et dont il semble prendre ses ordres. |                                                                 |                                            |                                                                                           |                       |
| 292 | Puissance - Troisième partie                                    | NARUTO疾風伝『力－Chikara－』episode 3     | Naruto Shippūden "Chikara" episode 3 (Naruto Shippuden « Puissance » - épisode 3)         | 6 décembre 2012       |
| Mina a des visions concernant Naruto et des serpents qui lui font peur. Kabuto utilise le garde de Tonika pour créer une nouvelle invocation. Naruto, bien que de plus en plus mal, accepte d’entraîner les enfants, tandis que Deidara et Hidan sont attaqués par Yamato, Saï et quelques gardes. Après l’entraînement, les enfants commencent à former une véritable famille avec Dokku et Shiseru, mais de retour à la maison, Mina agresse Naruto en le frappant au ventre et en disant « va-t’en » ; Shiseru la gifle. Le lendemain, ils reçoivent la visite du chef de Tonika qui semble avoir survécu ; il demande à Dokku où est la partie du trésor qu’il lui a confié, mais Mina a une vision et ils découvrent que c’est une invocation de Kabuto ; ce dernier apparaît et les attaque avec d’autres invocations pour obtenir l’emplacement du trésor de force. Durant le combat, Naruto se roule soudainement par terre de douleur, et Mina le frappe à nouveau en disant « va-t’en » ; il vomit alors des serpents de Kabuto qui s’assemblent pour former un Naruto revêtu du manteau de Kyûbi à quatre queues, qui attaque Sakura, puis Naruto, les mettant hors de combat. |                                                                 |                                            |                                                                                           |                       |
| 293 | Puissance - Quatrième partie                                    | NARUTO疾風伝『力－Chikara－』episode 4     | Naruto Shippūden "Chikara" episode 4 (Naruto Shippuden « Puissance » - épisode 4)         | 13 décembre 2012      |
| Alors que le clone Naruto-Kyûbi se débarrasse du parchemin de contrôle de Kabuto et s’apprête à attaquer Dokku, Shiseru et les enfants, il est contré par Gaï et Rock Lee. D’autres ninjas de Konoha arrivent en renfort : Kakashi, Neji, Hinata, Tenten, Shino, Kiba, Shikamaru, Ino et Chôji. En ouvrant les portes célestes, Gaï et Lee parviennent à repousser Naruto-Kyûbi, mais ce dernier agrippe Naruto pour aspirer plus de chakra de Kyûbi, devenant un gigantesque démon à huit queues qui dévaste le village et peut tirer des « Orbes du démon ». Les villageois s’enfuient, aidés par les ninjas ; dans leur fuite, Dokku, Shiseru et les enfants voient Naruto évanoui qui a été lancé par le démon. Dokku tente de s’enfuir avec Naruto sur le dos, mais trébuche ; au moment où le démon s’apprête à les écraser, Kabuto invoque un serpent qui surgit sous eux et les avale. Le démon, perdant rapidement de sa puissance, est récupéré par Kabuto qui arrête le combat et retire ses troupes ; bien qu’une partie du village soit détruite, il n’y a pas de victimes à déplorer, mais Naruto et Dokku sont prisonniers, et les enfants rescapés de Tonika sont traumatisés à nouveau. Dokku repense à sa conversation avec Shiseru ayant suivi la gifle qu’elle a donnée à Mina ; elle lui avait proposé de vivre en couple et d’adopter les enfants, mais il l’avait repoussée, se sentant toujours coupable de sa chute. Alors que Naruto, entravé par les serpents de Kabuto, se laisse envahir par Kyûbi, Dokku lui fait se rappeler pourquoi il a voulu devenir plus puissant et lui dit que ce désir de protéger ses amis est la source de sa force ; revoyant son père, Naruto repousse Kyûbi, et Dokku lui remet son bandeau protecteur qu’il a ramassé, lui disant qu’il croit en sa puissance et en sa bonté. Leo décide d’aller sauver Dokku en l’échange de la partie du trésor qui se trouve dans le manteau que Mina a conservé. Dokku et Naruto voient s’approcher Kabuto avec deux ninjas et le chef du village de Hachô. Ce dernier fait apparaître la partie du trésor qu’ils possèdent déjà. |                                                                 |                                            |                                                                                           |                       |
| 294 | Puissance - Cinquième partie                                    | NARUTO疾風伝『力－Chikara－』episode 5     | Naruto Shippūden "Chikara" episode 5 (Naruto Shippuden « Puissance » - épisode 5)         | 20 décembre 2012      |
| Le chef du village de Hâcho se révèle être le véritable cerveau derrière l’attaque de Tonika. Ancien psychopathe spécialiste en invocations et ayant travaillé sur la « Réincarnation des âmes » avec Orochimaru, Disonas a perdu ses pouvoirs, et presque la vie, au cours d’un affrontement face à Pain ; depuis, il cherche à les récupérer en utilisant le trésor de « The Hole », et a engagé Kabuto pour l’aider dans cette tâche. Enserré par des serpents qui dévorent son chakra, Naruto parvient à s’en défaire en créant du chakra d'ermite. Mina, Léo et les autres enfants arrivent et sont appréhendés par un clone de Kabuto. Ayant récupéré les sept fragments du trésor représentant des notes, Disonas qui en possède le mode d’emploi l’active avec une première mélodie. Alors que Dokku parvient à rejoindre les enfants et Shiseru et fuit avec eux, Kakashi et les autres ninjas de Konoha arrivent ; Kabuto fait apparaître à nouveau ses invocations. Naruto engage le combat contre son double paré du manteau de Kyûbi et le domine avec le Senjutsu, tandis que le trio Ino-Shika-Chô combat le double de Hidan. Deidara utilise toutes les autres invocations comme bombes, mais celles-ci ne se reforment pas, Kabuto ne maîtrisant pas encore totalement la technique. Les doubles formés de serpents commencent à se décomposer, leur durée de vie étant limitée, et le clone de Naruto tombe dans la source de puissance que Disonas est parvenu à activer avec une seconde mélodie. Le sol de « The Hole » commence à s’affaisser, et la zone doit être évacuée rapidement ; Disonas tente de s’exposer au rayon de puissance créé par la mélodie, mais se retrouve face à Naruto. Une chimère ressemblant à un démon renard avec sept queues se terminant par des têtes de dragons surgit du rayon de puissance. |                                                                 |                                            |                                                                                           |                       |
| 295 | Puissance - Épisode final                                       | NARUTO疾風伝『力－Chikara－』episode Final | Naruto Shippuden "Chikara" episode Final (Naruto Shippuden « Puissance » - épisode final) | 10 janvier 2013       |
| Disonas est tué par le démon sorti du rayon de puissance ; Naruto engage le combat contre ce dernier mais est blessé sérieusement ; Kyûbi lui prête alors de son chakra. Dokku et Shiseru décident d’aller arrêter le rayon de puissance et font leurs adieux aux orphelins, pensant y laisser leur vie ; Shiseru se réconcilie avec Mina. En cours de route, Dokku demande à Shiseru de l’épouser s’ils s’en sortent ; arrivés devant le mécanisme générant les mélodies, Dokku se souvient d’un air que Mina fredonnait et comprend que c’est celui qui arrêtera le rayon. Blessé à nouveau, Naruto prend la forme de Kyûbi et perd le contrôle. Avant que Dokku ne puisse activer la mélodie, la terre se fissure sous l’action du combat des deux démons et il rattrape de justesse la main de Shiseru avant qu’elle ne tombe dans la lave, mais il ne peut la remonter. Ils s’avouent qu’ils s’aiment mutuellement depuis le jour de la chute de Shiseru, et elle supplie Dokku de la laisser tomber pour faire son devoir. Yamato tente de bloquer Kyûbi avec son mokuton, mais n’y parvient pas ; en suppliant Naruto de ne pas abandonner, Mina parvient à lui faire reprendre sa forme normale et le supplie de sauver ses nouveaux parents adoptifs ; tous les enfants reprennent la supplique en cœur. Shiseru donne une impulsion pour que Dokku la lâche, et tombe dans le vide ; en un éclair, Naruto la rattrape et demande à Dokku d’arrêter le rayon avant de détruire d’un « Orbe Tourbillonnant » dopé par le chakra de Kyûbi le démon qui en est issu. Dokku active la mélodie et tout redevient normal ; Kabuto s’en va, Dokku, Shiseru et les enfants se retrouvent et tout le monde remercie Naruto. Note : Cet Épisode clôt l'arc mineur filler « Chikara » |                                                                 |                                            |                                                                                           |                       |
| 296 | Naruto sur le champ de bataille                                 | ナルト、参戦！！                           | Naruto, sansen!! (Naruto, participation à la guerre !)                                    | 17 janvier 2013       |
| [Chapitres 545-546] — Mabui et Shikaku font un résumé de la situation sur les divers champs de bataille. Tobi estime que Naruto va devoir se rendre sur les champs de bataille pour contrer les Zetsu blancs. Dans le campement de l’unité médicale, Sakura découvre que l’ADN du Zetsu blanc est proche de celui du 1er Hokage ; Tsunade en déduit que Tobi possède sans doute l’ADN de ce dernier, ce qui le rend quasiment immortel. Naruto et Bee reçoivent l’ordre de découvrir les Zetsu blancs cachés, tout en faisant attention à ne pas se faire récupérer par Tobi. Ils croisent un groupe de Zetsu blancs ayant pris la forme de ninjas de l’alliance et se débarrassent d’eux. Naruto utilise le « Multi clonage supra » pour créer plusieurs centaines de clones et les envoyer sur tous les fronts. En chemin, il sauve deux ninjas attaqués par Toroï, invoqué par Kabuto. Les troupes de Gaara ne peuvent plus reculer face aux anciens Kage ; Gaara et Oonoki décident donc de passer à l’offensive. Le 4e Kazekage contre la première vague de sable de son fils avec de la poussière d’or ; il pense que Gaara a utilisé le Shukaku, mais se rend compte que ce dernier n’a plus son démon. Oonoki engage un combat de Jinton avec son ancien maître, Mû. Note : Cet épisode débute l’arc des premiers combats de la 4e grande guerre ninja (2e partie). |                                                                 |                                            |                                                                                           |                       |
| 297 | Les sentiments de mon père, l’amour de ma mère                  | 父の想い、母の愛                           | Chichi no omoi, haha no ai (Les pensées d’un père, l’amour d’une mère)                    | 24 janvier 2013       |
| [Chapitres 547-548] — Gaara explique à son père qu’Akatsuki a extrait de lui le Shukaku, mais que Chiyo et ses amis l’ont sauvés. Il lui dit qu’il lui pardonne d’avoir tenté de le tuer, car devenu Kazekage, il comprend l’importance de protéger le village de Suna en toute circonstance. Le 4e Kazekage est très surpris d’apprendre que son fils a pu se faire des amis et devenir le chef du village ; il se souvient de la naissance de Gaara et de la mort de Karura, puis du test qu’il avait fait passer à Gaara enfant, en envoyant Yashamaru lui mentir en lui disant que sa mère ne l’avait jamais aimé, pour voir si soumis à une telle émotion, il pourrait résister à son démon, test qui avait échoué et abouti à la mort de Yashamaru. Le père de Gaara en avait alors conclu que son fils n’était que le produit d’une expérience ratée et avait tenté de s’en débarrasser à plusieurs reprises. Les ninjas de l’Alliance et les anciens kage s’apprêtent à reprendre le combat ; tant qu’ils peuvent penser par eux-mêmes, ces derniers donnent des conseils à leurs adversaires. Le sable de Gaara s’oppose à nouveau à la poussière d’or de son père, et Gaara parvient à piéger les kage tout en se protégeant, le sable prenant la forme de sa mère. Le quatrième Kazekage comprend que Karura est toujours vivante dans le sable de Gaara, et annonce au jeune homme que sa mère l’aimait et le protège depuis sa naissance. Faisant son mea culpa à propos de tout ce qu’il a fait subir à son fils, il lui confie le village de Suna avant de se faire sceller, lui disant qu’il l’a surpassé depuis longtemps. |                                                                 |                                            |                                                                                           |                       |
| 298 | Rencontre tant attendue, Naruto contre Itachi                   | ついに接触！！ナルトVSイタチ               | Tsuini sesshoku!! Naruto tai Itachi (Enfin en contact !! Naruto contre Itachi)            | 31 janvier 2013       |
| [Chapitres 549-550] — Naruto et Killer Bee arrivent face à Itachi et Nagato, contrôlés par Kabuto. Les deux anciens membres d’Akatsuki sont impressionnés par le contrôle de Naruto sur le chakra de Kyûbi, mais Kabuto interrompent leur conversation et les force à attaquer. Nagato invoque son chien et son oiseau géants pour combattre Naruto, tandis qu’Itachi croise le fer avec Bee. Au moment où Itachi déclenche son « Kaléidoscope hypnotique du Sharingan », un corbeau sort de la bouche de Naruto. Naruto se souvient qu’Itachi lui avait légué ce corbeau lors de leur dernière entrevue, après avoir discuté de Sasuke. Soudain, Itachi attaque Nagato et ses invocations avec la « Lumière céleste ». Il explique à Naruto et Bee que le corbeau porte l’œil de Shisui Uchiwa, qui le lui a légué pour protéger Konoha, le « Kaléidoscope hypnotique du Sharingan » de Shisui offrant à son possesseur une illusion qui permet de contrôler une personne sans même qu’elle ne s’en rende compte. Estimant que Sasuke était potentiellement une menace pour le village, et qu’il se grefferait ses yeux pour obtenir le « Kaléidoscope hypnotique éternel du Sharingan », Itachi avait programmé l’œil de Shisui pour réagir aux siens et poser l’ordre de protéger Konoha. Se trouver face à cette illusion permet à Itachi de briser le contrôle de Kabuto et d’agir de sa propre volonté. Naruto remercie Itachi et lui demande de le laisser s’occuper maintenant du reste, mais Kabuto compte bien récupérer les deux jinchūriki, et l’œil de Shisui en prime. Contrôlant Nagato, il lui fait se débarrasser des flammes de Lumière céleste et se cacher avec son invocation de caméléon géant le temps d’être suffisamment reconstitué pour attaquer. Nagato est finalement envoyé à nouveau à l’assaut ; il utilise les pouvoirs de Gakidô pour absorber le chakra de Hachibi, et commence à aspirer l’âme de Naruto avec le pouvoir de Ningendô… |                                                                 |                                            |                                                                                           |                       |
| 299 | Estime                                                          | 認められし者                               | Mitomerareshi Mono (Celui qui est reconnu)                                                | 7 février 2013        |
| [Chapitres 551-552] — Naruto tente de se libérer de l’étreinte de Nagato sans succès ; Killer Bee vient à son secours mais se fait coincer par les bras mécaniques de Shuradô que Nagato fait sortir de lui. Alors que la situation est critique pour eux deux, Itachi vient les sauver en les prenant sous la protection de son « Susanô » et en envoyant des kunai dans les yeux des invocations de Nagato pour limiter le champ de vision du Rinnegan. Pour essayer de les emprisonner tous les trois, Kabuto fait utiliser à Nagato la « Naissance de l'astre divin ». Itachi analyse l’attaque et demande à ses compagnons de lancer vers le noyau d’attraction leur plus puissante technique. Une fois celui-ci détruit par l’« Orbe Shuriken » de Naruto, la « Bombe des démons à queues » de Bee et le « Le magatama de Yasaka » d’Itachi, ce dernier scelle Nagato avec l’épée de Totsuka. Avant de disparaître, Nagato demande à Naruto de rattraper son échec et la mauvaise voie qu’il a pris. Naruto est furieux contre l’utilisation de la « Réincarnation des âmes » forçant à se battre contre des personnes chères ; Itachi déclare qu’il va s’occuper de Kabuto. Naruto lui demande de le laisser s’occuper de tout et tente de créer un clone, mais se trouve à court de chakra. Itachi le sermonne en lui rappelant qu’il est arrivé à ce niveau de puissance grâce à ses amis, et que s’il persiste à vouloir tout gérer lui-même, il deviendra arrogant et prendra le même chemin que Madara Uchiwa. Naruto se souvient des paroles d’Iruka et se range au conseil d’Itachi. Ce dernier brûle le corbeau portant l’œil de Shisui Uchiwa ne pouvant plus resservir avant dix ans, et dit à Naruto qu’il porte en héritage la volonté de Shisui de protéger le village. Alors que Naruto lui dit qu’il pourrait convaincre lui-même Sasuke maintenant, Itachi décline en disant qu’il a échoué en voulant tout gérer lui-même, et qu’il fait maintenant confiance à Naruto pour s’occuper de Sasuke. |                                                                 |                                            |                                                                                           |                       |
| 300 | Mizukage, palourde et mirages                                   | 水影と蜃と蜃気楼                           | Mizukage to Ōhamaguri to Shinkirō (Mizukage et palourde et mirages)                       | 14 février 2013       |
| [Chapitres 552-553 & 556] — Sur le champ de bataille où l’unité de Gaara combat les anciens kage, le 3e Raikage et le 2d Mizukage se libèrent de l’emprise du sable avant d’être scellés. Oonoki poursuit le combat face à son prédécesseur, Mû, mais celui-ci devient invisible ; Gaara part le rejoindre pour l’aider. Le 2d Mizukage invoque sa palourde géante et met en échec avec ses mirages tous les ninjas de l’alliance qui le combattent. Naruto arrive en renfort au moment où Oonoki et Gaara sont en mauvaise posture face à Mû et utilise son « Orbe planétaire », mais Mû sent sa présence et esquive. Avec l’aide du sable de Gaara et de l’extension que lui fournit le chakra de Kyûbi, Naruto parvient à toucher Mû avec sa technique, et Oonoki peut l’immobiliser avant que Gaara ne le scelle. Shikaku explique à Gaara pourquoi Naruto est sur le champ de bataille, tandis qu’il rejoint avec Oonoki les ninjas combattant le 2d Mizukage et que Naruto se dirige vers l’endroit où Temari et son groupe combattent le 3e Raikage. Gaara arrive face au 2d Mizukage et doit protéger les ninjas le combattant de sa « Technique du pistolet à eau » ; attaqué à son tour, Gaara se défend, tout en cherchant avec son sable et son « Troisième œil » la position de la palourde géante. Une fois celle-ci détectée, Oonoki tente de la détruire avec son Jinton mais est à court de chakra ; il lui porte alors un coup avec sa « Frappe de pierre » qui se révèle insuffisant ; alourdissant son poing avec sa technique de la « Roche super-alourdie », il parvient à briser le coquillage et les mirages se dissipent. Oonoki, trahi par son dos se retrouve immobilisé à la merci de l’ancien Mizukage qui le transperce de sa technique du « Pistolet à eau ». |                                                                 |                                            |                                                                                           |                       |
| 301 | Contradiction                                                   | 矛盾                                       | Mujun (Contradiction)                                                                     | 21 février 2013       |
| [Chapitres 552-555] — L’unité fūton de Temari ne parvient pas à faire le moindre mal au 3e Raikage. Dodaï leur explique de quelle manière il est mort et l’étendue de ses capacités. Naruto arrive et parvient à frapper le Raikage de plein fouet avec un « Orbe Shuriken », mais ce dernier n’est pas blessé et attaque à son tour les ninjas de l’alliance, brisant les défenses avec sa « Lame de l’enfer ». Battant en retraite avec Naruto, Dodaï lui explique que le Raikage possède l’armure ultime et l’attaque ultime et pouvait affronter un démon à queues seul à main nues. Naruto remarque une cicatrice sur le torse du Raikage et demande comment il a été blessé, mais de son vivant, l’ancien chef de Kumo n’a jamais révélé à personne de quelle manière cet accident, survenu au cours d’un combat contre Hachibi, a eu lieu. Naruto tente alors de créer une « Orbe du démon », mais échoue ; Dodaï envoie le Raikage attaquer un leurre, et utilise ses compétences de ninja transmetteur pour mettre Naruto en contact avec Killer Bee. Hachibi explique à Naruto que le Raikage a été blessé quand ils sont tombés tous deux avec leurs techniques activées ; Naruto comprend alors que le Raikage s’est blessé avec sa propre attaque, seule capable de surpasser son armure. Lorsque ce dernier revient à l’attaque, Naruto utilise le Senjutsu pour esquiver son attaque et envoyer un « Orbe tourbillonnant » sur son bras, le rabattant sur la poitrine de son adversaire qui se transperce et peut être scellé. Dodaï en conclut qu’il est contradictoire d’avoir à la fois l’armure ultime et l’attaque ultime, et que l’armure du Raikage était plus faible que son attaque ; Pour Naruto, l’armure ultime est celle de Gaara. |                                                                 |                                            |                                                                                           |                       |
| 302 | Peur - Tyran de vapeur                                          | 恐怖・蒸危暴威                             | Kyōfu - Jōki boī (Panique - Petit rigolo)                                                 | 28 février 2013       |
| [Chapitres 556-558] — Gaara a pu remplacer Oonoki pour le protéger de l’attaque du Second Mizukage. Il enferme ce dernier dans une gigantesque pyramide de sable que les ninjas de l’alliance tentent de sceller, mais le Mizukage utilise sa « Technique ninja des explosions infinies » utilisant un clone de vapeur d’eau recouvert d’huile pour faire exploser la pyramide. Gaara cherche le véritable corps de son adversaire, tout en protégeant les autres ninjas des explosions. L’ayant trouvé, il le recouvre d’une autre pyramide de sable, mais le clone empêche d’y placer des parchemins pour le sceller, et poursuit ses explosions. Utilisant la poudre d’or laissée par son père, Gaara crée un clone de sable et d’or qu’il laisse attaquer par le clone de vapeur pour à la fois l‘alourdir et le refroidir ; il peut ainsi l’immobiliser, et sceller le Mizukage. À l’endroit où Mû a été scellé, un double du 2d Tsuchikage émerge des décombres ; Mû a utilisé sa technique de division au moment où Naruto l’a frappé de son « Orbe tourbillonnant planétaire », mais ne pouvant libérer son autre moitié, sa puissance est divisée par deux ; Kabuto le rappelle pour lui laisser le temps de récupérer. Sur le champ de bataille, le combat contre les anciens Kage est terminé, mais le Naruto d’origine est déjà parti vers le quartier général de l’unité médicale pour détecter les clones blancs de Zetsu. Ailleurs, l’unité de Kakashi fait le point ; il leur reste deux épéistes à sceller, Mangetsu Hôzuki et Fuguki Suikazan. |                                                                 |                                            |                                                                                           |                       |
| 303 | Fantômes du passé                                               | 過去の亡霊                                 | Kako no bōrei (Les fantômes du passé)                                                     | 7 mars 2013           |
| Les ninjas de l'alliance sont de plus en plus méfiants les uns envers les autres à cause des clones blancs de Zetsu. Shikamaru explique à Ino et Chôji que le quartier général a mis au point une stratégie pour démasquer les imposteurs mais cela risque de prendre du temps. Soudain, l’alliance ninja est attaquée par le Quartet du Son, invoqué par la « Réincarnation des âmes » de Kabuto. Comme lors de la mission de récupération de Sasuke, Kiba va combattre Sakon et Ukon, Chôji se charge de Jirôbô, Neji affronte Kidômaru, et Shikamaru va à la rencontre de Tayuya. Malgré l’amélioration du sceau maudit de leurs adversaires, et bien que semblant dominés au début du combat, les quatre ninjas de Konoha montrent à leurs adversaires qu'ils ont beaucoup évolué depuis leur dernier affrontement : Shikamaru bat Tayuya grâce à son « Étreinte mortelle de l’ombre », Chôji élimine Jirôbô avec son « Décuplement partiel » de la main, Neji se débarrasse de Kidômaru avec la « Paume du Hakke », et Kiba gagne contre Sakon et Ukon en perforant leur défense avec la « Grande Morsure du Loup ». En route vers le champ de bataille, Naruto ressent soudainement l’aura de haine et de vengeance émise par les quatre ninjas d’Oto ; ces derniers activent une technique dans laquelle Chôji, Neji, Kiba et Shikamaru se trouvent pris… À partir de cet épisode, la série est constituée uniquement d’épisodes fillers jusqu'à l'épisode 320. |                                                                 |                                            |                                                                                           |                       |
| 304 | Téléportation Infernale                                         | 黄泉転身の術                               | Yomi tenshin no jutsu (La technique de chambardement des enfers)                          | 14 mars 2013          |
| À la suite de l’activation de leur technique, Jirôbô, Kidômaru, Sakon et Ukon et Tayuya disparaissent, laissant leurs adversaires dans un état de biostase. En attendant que le quartier général trouve une solution pour les tirer d’affaire, Ino tente de maintenir Shikamaru et Chôji en vie avec son propre flux de chakra, tandis que Shino fait la même chose avec l’aide de ses insectes pour Neji, Kiba et Akamaru. Kabuto, en voyant ses quatre pions disparaître, comprend qu’ils ont activé la « Technique du chambardement des enfers », qui transfère les âmes dans une dimension spéciale où elles peuvent se matérialiser ; n’ayant pas de corps à l’origine, les ninjas d’Oto y sont invincibles, tandis que les ninjas de Konoha sont dépendants de la survie de leurs corps. Après une rapide analyse de leur situation, ils passent à l’attaque, confiant le commandement à Shikamaru. Naruto se hâte, éliminant au passage les Zetsu blancs, et cherchant à entrer en contact avec le quartier général ; ce dernier a trouvé une solution pour ramener les âmes dans leurs corps respectifs, mais ils doivent localiser l’endroit de la barrière où elles sont prisonnières. À l’intérieur de la dimension spéciale, les ninjas de Konoha déploient des stratégies pour combattre leurs adversaires, mais ceux-ci expliquent que même s’ils les vainquent, ils ne pourront pas s’échapper, et finiront par mourir… |                                                                 |                                            |                                                                                           |                       |
| 305 | Vengeurs                                                        | 復讐者                                     | Fukushūsha (Le vengeur)                                                                   | 21 mars 2013          |
| Ino et Shino commencent à faiblir, mais tiennent le coup pour sauver leurs compagnons. Naruto parvient à entrer en contact avec le quartier général et se fait expliquer la situation, mais Shikaku lui explique qu’il doit se concentrer sur sa tâche. À l’intérieur de la dimension spéciale, les ninjas de Konoha refusent d’abandonner, et continuent à combattre, dominant leurs adversaires, mais ces derniers contre-attaquent en révélant qu’ils ne se préoccupent pas de la guerre, et qu’ils ont été réincarnés juste pour leur vengeance, leur force leur venant de leur haine ; dès lors, les ninjas d’Oto dominent le combat. Shikamaru explique à ses compagnons que la stratégie du quartier général pour se débarrasser des Zetsu blancs réside dans la capacité de Naruto à ressentir les auras malveillantes et à pouvoir se déployer sur tous les fronts grâce à ses clones ; il pense que ce dernier est déjà à leur recherche. De fait, grâce à Shikamaru qui a provoqué ses adversaires et activé leur haine, Naruto a localisé la barrière où ils sont emprisonnés ; Shikamaru explique au quartet du Son qu’ils ont reproduit la même erreur en sous-estimant les renforts extérieurs et la camaraderie entre ninjas de l’alliance. Tandis que Naruto brise la barrière avec l’« Orbe Shuriken », Inoichi ramène les âmes des jeunes de Konoha. Les ninjas d’Oto tentent de se venger sur Naruto, mais la destruction complète de la barrière les fait disparaître… Shikamaru, Chôji, Neji et Kiba retrouvent leurs amis, tandis que Kabuto est satisfait des résultats de l’expérience, qui lui permettront d’utiliser sa carte maîtresse. |                                                                 |                                            |                                                                                           |                       |
| 306 | Les yeux du cœur                                                | 心の目                                     | Kokoro no Me (L'œil du cœur)                                                              | 28 mars 2013          |
| En couvrant les arrières de Neji durant un combat face aux Zetsu blancs, Hinata se souvient de l’été de ses treize ans quand Neji avait été son partenaire d’entraînement pour un rite du passage du Clan Hyûga. Épuisée par l’entraînement et un usage excessif du Byakugan, Hinata s’était retrouvée alitée. Afin de lui permettre d’assister à un feu d’artifice avec ses amis, Neji était parti chercher une plante rare dans une vallée interdite, accompagné de Naruto et Sakura. Arrivés dans la vallée, submergée par un brouillard impénétrable, ils avaient été attaqués par ses habitants aveugles de la vallée, avant d’être secourus par Kakashi et Gaï, venus surveiller la vallée pour éviter qu’Orochimaru ne s’empare de la plante, qu’il aurait pu convoiter pour ses recherches sur les dōjutsu. Renonçant à un combat que Hinata aurait désapprouvé, ils étaient rentrés à Konoha, et Hinata avait assisté de loin au feu d’artifice, sous la protection de Neji. Cette dernière, qui avait été mise au courant par Naruto et Sakura, remercie son cousin pour ce qu’il avait alors tenté pour elle, et ils reprennent le combat ensemble. |                                                                 |                                            |                                                                                           |                       |